# Diplommatina
Diplommatina é um género de gastrópode  da família Diplommatinidae.
Este género contém as seguintes espécies:
- Diplommatina acme
- Diplommatina adversa
- Diplommatina alata
- Diplommatina antheae
- Diplommatina asynaimos
- Diplommatina attenuata
- Diplommatina aurea
- Diplommatina blanfordiana
- Diplommatina canaliculata
- Diplommatina cacuminulus
- Diplommatina calvula
- Diplommatina centralis
- Diplommatina chaoi
- Diplommatina circumstomata
- Diplommatina crassilabris
- Diplommatina cyclostoma
- Diplommatina cyrtorhitis
- Diplommatina demorgani
- Diplommatina electa
- Diplommatina gibboni
- Diplommatina gomantongensis
- Diplommatina inflatula
- Diplommatina inthanon
- Diplommatina isseli
- Diplommatina krabiensis
- Diplommatina lamellata
- Diplommatina lateralis
- Diplommatina lutea
- Diplommatina madaiensis
- Diplommatina maduana
- Diplommatina oedogaster
- Diplommatina oshimae
- Diplommatina oviformis
- Diplommatina pachychilus
- Diplommatina parabates
- Diplommatina pentaechma
- Diplommatina plecta
- Diplommatina polypleuris
- Diplommatina pudica
- Diplommatina pullula
- Diplommatina pyramis
- Diplommatina recta
- Diplommatina regularis
- Diplommatina ringens
- Diplommatina rubicunda
- Diplommatina rubra
- Diplommatina samuiana
- Diplommatina seimundi
- Diplommatina semisculpta
- Diplommatina siriphumi
- Diplommatina solomonensis
- Diplommatina soror
- Diplommatina streptophora
- Diplommatina strongyla
- Diplommatina superba
- Diplommatina sykesi
- Diplommatina taiwanica
- Diplommatina tenuilabiata
- Diplommatina theobaldi
- Diplommatina toretos
- Diplommatina tweediei
- Diplommatina ungulata
- Diplommatina whiteheadi